# Scopula nachtigali
Scopula nachtigali är en fjärilsart som beskrevs av Claude Herbulot 1965. Scopula nachtigali ingår i släktet Scopula och familjen mätare. Inga underarter finns listade.